# Rabinova nemocnice

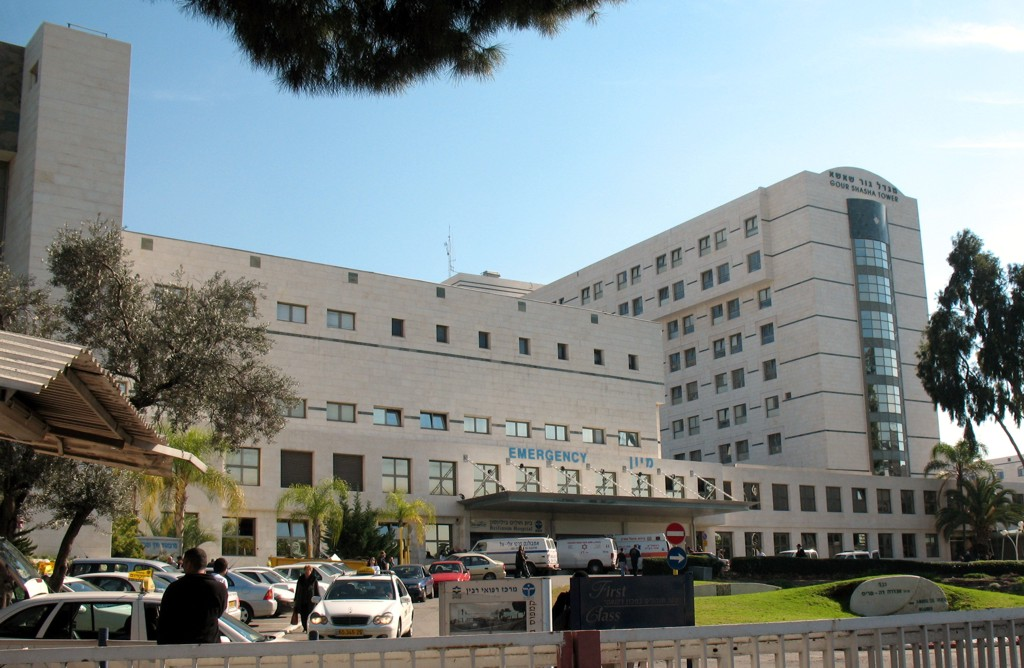
Beilinsonova nemocnice, součást Rabinova zdravotního centra

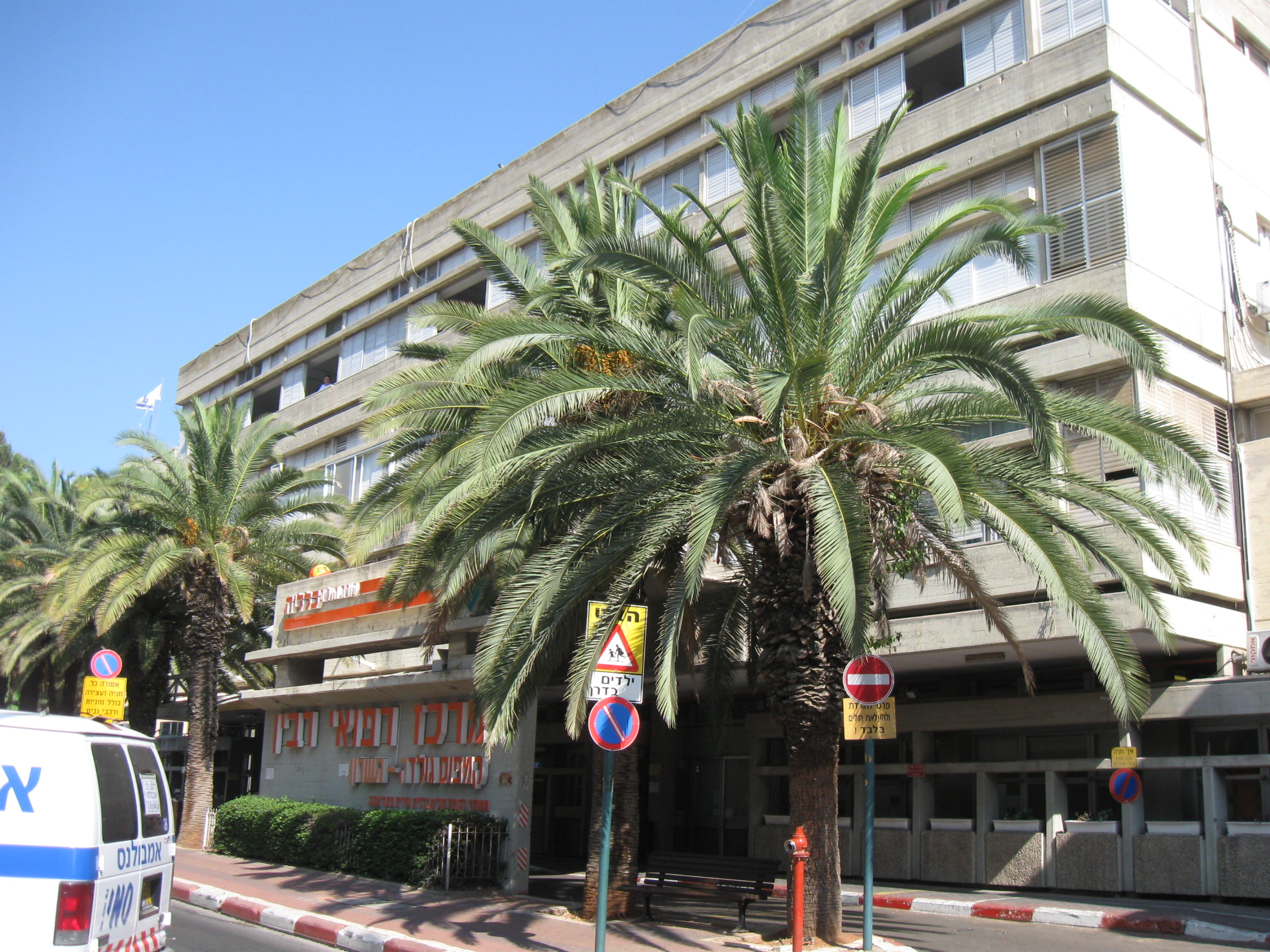
Budova Nemocnice ha-Šaron, součásti Rabinova zdravotního centra

Rabinova nemocnice nebo Rabinovo zdravotní centrum (hebrejsky: מרכז רפואי רבין, Merkaz refu'i Rabin) je nemocnice v centru města Petach Tikva v Izraeli.

## Geografie
Leží v nadmořské výšce cca 40 metrů v centrální části města Petach Tikva, cca 9 kilometrů od pobřeží Středozemního moře. Na severu ji míjí třída Derech Ze'ev Žabotinsky.

## Popis
Sestává ze dvou historických zdravotnických ústavů ve městě Petach Tikva: Beilinsonovy nemocnice založené roku 1936 a Nemocnice Golda-ha-Šaron (nazývána též jen Nemocnice ha-Šaron), jež vznikla roku 1942 jako původně součást Beilinsonovy nemocnice, pak se osamostatnila, aby se roku 1996 obě nemocnice opětovně sloučily. Ředitelem je Ejran Halpern. Nemocnice má 1300 lůžek, 4500 zaměstnanců, z toho 1000 lékařů a 2000 zdravotních sester. Pojmenována je podle Jicchaka Rabina, izraelského premiéra.